# Myotis atacamensis
Myotis atacamensis (Lataste, 1892) è un pipistrello della famiglia dei Vespertilionidi diffuso nell'America meridionale.

## Descrizione

### Dimensioni
Pipistrello di piccole dimensioni, con la lunghezza della testa e del corpo tra 47 e 52 mm, la lunghezza dell'avambraccio tra 35 e 40 mm, la lunghezza della coda tra 31 e 44 mm, la lunghezza del piede tra 6 e 10 mm e la lunghezza delle orecchie tra 13 e 14,2 mm.

### Aspetto
La pelliccia è lunga e setosa. Le parti dorsali sono color ocra pallido, mentre le parti ventrali sono bianco-grigiastre, con dei riflessi brunastri lungo i fianchi e sotto il mento. Le orecchie sono lunghe. Le membrane alari sono marroni chiare e attaccate posteriormente alla base delle dita dei piedi, i quali sono piccoli. La lunga coda è inclusa completamente nell'ampio uropatagio, il quale è cosparso dorsalmente di peli fino all'altezza delle ginocchia.

## Biologia

### Comportamento
Si rifugia tra i crepacci. Durante i periodi freddi va in ibernazione.

### Alimentazione
Si nutre di insetti.

## Distribuzione e habitat
Questa specie è diffusa nel Perù centrale e meridionale e nel Cile settentrionale fino alla Regione di Coquimbo.
Vive nei deserti costieri fino a 2.400 metri di altitudine.

## Conservazione
La IUCN Red List, considerato che questa specie è fortemente dipendente da un habitat particolare che sta diventando seriamente frammentato, classifica M.atacamensis come specie prossima alla minaccia di estinzione (Near Threatened).